# Ruski burjatski jezik
Ruski burjatski jezik (ISO 639-3: bxr), mongolski jezik kojim govori oko 369 000 Burjata na istočnoj strani Bajkalskog jezera u Rusiji. 
Ukupna etnička populacija iznosi 445 175 (2002 popis), a sastoje se od više lokalnih skupina koje govore različitim dijalektima, to su ekhirit-bulagat, selengin, unga, ninzne-udinsk, barguzin, tunka, oka, alar, bohaan i bokhan. Tunka i Alar Burjati naselili su se iz Mongolije.
Ruski burjatski pripada burjatskoj podskupini šire halha-burjatske skupine mongolskih jezika, a sačinjava je s bargu ili kineskim burjatskim i mongolskim burjatskim.

## Vanjske poveznice
- Ethnologue (14th)
- Ethnologue (15th)